# Downtown Records
Downtown Records ist ein Schweizer Musiklabel mit Spezialgebiet Jazz und Klavierjazz und wurde 1983 gegründet.

## Geschichte
Downtown Records wurde 1983 in Kehrsatz gegründet, als vier junge Berner Jazzer ihre erste LP aufnahmen und selbst produzierten. Seit dieser Zeit sind zahlreiche Tonträger auf dem nach wie vor unabhängigen Label erschienen, das in Burgdorf bei Bern domiziliert ist. Spezialgebiet des Labels ist der traditionelle Jazz, insbesondere die klassischen Jazz-Klavierstile und ganz besonders das Harlem Stride Piano. Produziert wurden bekannte Schweizer Musiker und Bands, aber auch einige internationale Solisten. Das Motto des Labels ist: «Swing’s the thing!».
Zur Downtown Gruppe gehören auch zwei Unterlabels, «Strideomania» (für Klavierjazz) und «Castletown Records». Downtown ist auch im Bereich Jazzerziehung aktiv und organisiert und unterstützt Konzerte und Festivals.

## Produzierte Solisten und Gruppen (Auswahl)
- Heinz Bigler
- Swing Makers
- Mike Goetz
- Buddha Scheidegger
- Young Generation of Swing
- Hot Strings
- Neville Dickie
- Metronome Quintett
- Aces of Syncopation
- Wild Bill Davison Legacy